# 린다의 신기한 여행
《린다의 신기한 여행》(영어: The Curious World of Linda)은 영국, 일본, 대한민국의 애니메이션으로 정종해의 《린다와 우체통》(amstory, 2016)을 바탕으로 탁툰엔터프라이즈에서 만들어 2020년 12월 3일부터 2021년 2월 25일까지 KBS 1TV에서 방영했고, 2기는 2022년 12월 25일에 1화부터 4화까지 방영했다가, 2023년 6월 24일부터 9월 2일까지 5화부터 8-1화까지 같은 채널에서 방영했다가, 2024년 2월 3일부터 4월 27일까지 마찬가지로 방영했다. 애니메이션을 바탕으로 만든 동화책이 2021년 12월에 우리말과 영어 2가지로 총 10권이 출판되었다.

## 방송 일시
| 방송 채널 | 방송일                            | 방송 시간 |
| --------- | --------------------------------- | --------- |
| KBS 1TV   | 2020년 12월 3일 ~ 2021년 2월 25일 | 종료      |
| KBS 1TV   | 2022년 12월 25일                  | 종료      |
| KBS 1TV   | 2023년 6월 24일 ~ 9월 2일         | 종료      |
| KBS 1TV   | 2024년 2월 17일 ~ 4월 27일        | 종료      |

## 등장 인물
- 린다
- 루이
- 빅터
- 미나
- 에드워드
- 루시&루나
- 고고버스

## 목소리 출연
- 강시현: 린다
- 홍범기: 루이
- 조현정: 루시, 루나, 에드워드, 빅터
- 서지연: 미나, 마일즈, 내레이션
- 사성웅: 고고버스

## 제작진
- 책임프로듀서: 김자현 1기 1~13화 2기 (1~4화) 손수희 2기 (5~26)
- 프로듀서: 이순주(2기), 목훈(1기)
- 원작: 정종해의 린다와 우체통 (Strong Girl LINDA)
- 총괄 프로듀서: 김탁훈 김선구(2기)
- 기획 프로듀서: 이지은 배소연, 이옥주(2기)
- 제작 프로듀서: 이여진, 한태식(2기)
- 감독: 고일준 김탁훈(2기)
- 애니메이션 감독: 최진옥 (2기)
- 라인 프로듀서: 이여진, 진소진, 손령(2기)
- 어시스턴트 프로듀서: 배소연, 신혜승
- 시나리오 에디터: 데보라 맥도날드
- 각본: 애나 신, 장혜린, 오렐리언 레인, 앤절라 솔트, 임선경, 지현우
- 박은설, 김혜연 도경민 김하나(2기)
- 디자인: 이현지, 박송미
- 김혜영, 신민기((티티인터네셔널)(2기))
- 스토리보드: 최진옥, 이세영, ((김재은, 김정은, 최지원, 이현미, 김재우, 장유리 (2기))
- 애니메틱: 김정석
- 배경: 한경원, 이찬양, 고은, 김혜원, 신은미, 곽승미
- 배경 외주: 알리몰리 스튜디오(2기) , 나무애니메이션
- 배경 보조: 하가흠, 이민영(2기)
- 아트디렉터: 정종해, 김미영(2기)
- 애니메이션 팀장: 손슬기
- 애니메이션: 이무늬
- 애니메이터: 김혜영
- 애니메이션 슈퍼바이저: 손슬기, 강서연(2기)
- 애니메이션: 비전 애니메이션, 마카리오스, 펠릭스
- 애니 제작 - (주) 탁툰엔터프라이즈 마이클 컴퍼니, 스튜디오티앤티(2기)
- CG/VFX: 변세은, 김유진, 박연슬, 오수민
- VFX 슈퍼바이저: 고일준(2기)
- VFX 아티스트: 이수정, 조하영, 변세은(2기)
- 컴퍼지팅 아티스트: 정민(2기)
- 편집: 전응식
- 음악: 이재학
- 사운드제작: 토키미디어(2기)
- 사운드 슈퍼바이저: 이현민(2기)
- 사운드 이펙트: 김하영, 감민주
- 더빙/믹싱:김숙영, 전예지(2기)
- 사업 총괄: 오경욱(2기)
- 미디어 사업: 엄의동(2기)
- 라이선싱: 김승욱(2기)
- 상품 디자인: 문혜원(2기)
- 사무 보조: 박서영(2기)
- 프로덕션 매니저: 김소영, 곽마선(2기)
- 프로젝트 코디네이터: 윤지혜
- 마케팅 관리: 손령, 곽미서, 송병선
- 번역 지원: 김은비
- 더빙 연출: 박선영
- 믹싱: 서울산업진흥원 박동주
- 녹음 및 효과음: 서울산업진흥원 박현희
- 제작 협조: 서울산업진흥원
- 제작 지원: 중앙대학교 LINC 사업단 문화예술기지, 중앙대학교 첨단영상대학원 BK21, +글로벌창의인재양성사업단, 2020년도 중앙대학교 학술연구비 문화체육관광부, 한국콘텐츠진흥원(2기)
- 연구 지원: 중앙대학교 BK21 인공지능- 콘텐츠 미래 산업 교육 연구단 2023년도 중앙대학교 학술 연구비(2기)
- 기술 지원: 중앙대학교 LINC 사업단 중앙대학교 첨단영상대학원 OTT 콘텐츠 특성화대학원사업단(2기)
- 홈페이지 제작: 김연재(KBS미디어(2기))
- 종합편집: 조경익(2기)
- 자막디자인: 황은서(2기)
- 조연출: 차한결(1,2기)
- 연출: 목훈(1기) 이순주(2기)
- 공동 제작: KBS, 스튜디오에이콘, TAKTOON ENTERPRISE (2기)
- 제작: KBS, SK broadband, sba TAKTOON ENTERPRISE
- 저작권: KBS, 스튜디오에이콘, TAKTOON ENTERPRISE All rights reserved.

## 방영 목록

### 1기
| 회차       | 주제               | 방송 일자        |
| ---------- | ------------------ | ---------------- |
| 1화        | 정원요정 린다      | 2020년 12월 3일  |
| 1화        | 문어 린다          | 2020년 12월 3일  |
| 2화        | 공룡 린다          | 2020년 12월 3일  |
| 2화        | 경주용 자동차 린다 | 2020년 12월 3일  |
| 3화        | 캥거루 린다        | 2020년 12월 3일  |
| 3화        | 솜사탕 린다        | 2020년 12월 3일  |
| 4화        | 꽃게 린다          | 2020년 12월 10일 |
| 4화        | 아기 곰 린다       | 2020년 12월 10일 |
| 5화        | 연필 린다          | 2020년 12월 17일 |
| 5화        | 서커스 린다        | 2020년 12월 17일 |
| 6화        | 고양이 린다        | 2020년 12월 24일 |
| 6화        | 팝콘 린다          | 2020년 12월 24일 |
| 7화        | 소라게 린다        | 2020년 12월 31일 |
| 7화        | 양치기 린다        | 2020년 12월 31일 |
| 8화        | 스피커 린다        | 2021년 1월 7일   |
| 8화        | 화동 린다          | 2021년 1월 7일   |
| 9화        | 농부 린다          | 2021년 1월 14일  |
| 9화        | 카메라 린다        | 2021년 1월 14일  |
| 10화       | 컬러 린다          | 2021년 1월 21일  |
| 10화       | 기사 린다          | 2021년 1월 21일  |
| 11화       | 펭귄 린다          | 2021년 1월 28일  |
| 11화       | 재채기 린다        | 2021년 1월 28일  |
| 12화       | 제빵사 린다        | 2021년 2월 18일  |
| 12화       | 자명종 린다        | 2021년 2월 18일  |
| 최종화(13) | 전화기 린다        | 2021년 2월 25일  |
| 최종화(13) | 나침반 린다        | 2021년 2월 25일  |

### 2기
| 회차       | 주제             | 방송 일자        |
| ---------- | ---------------- | ---------------- |
| 1화        | 발레 린다        | 2022년 12월 25일 |
| 1화        | 승용차 린다      | 2022년 12월 25일 |
| 2화        | 잠수함 린다      | 2022년 12월 25일 |
| 2화        | 나비 린다        | 2022년 12월 25일 |
| 3화        | 수리부엉이 린다  | 2023년 6월 24일  |
| 3화        | 우편배달부 린다  | 2023년 7월 1일   |
| 4화        | 기관사 린다      | 2023년 7월 8일   |
| 4화        | 선장 린다        | 2023년 7월 15일  |
| 5화        | 탐정 린다        | 2023년 7월 22일  |
| 5화        | 눈사람 린다      | 2023년 7월 29일  |
| 6화        | 거북 린다        | 2023년 8월 5일   |
| 6화        | 경찰 린다        | 2023년 8월 12일  |
| 7화        | 진공청소기 린다  | 2023년 8월 19일  |
| 7화        | 기사단 린다      | 2023년 8월 26일  |
| 8화        | 탐험가 린다      | 2023년 9월 2일   |
| 8화        | 알람시계 린다    | 2024년 2월 3일   |
| 9화        | 요정 린다        | 2024년 2월 17일  |
| 9화        | 개구리 린다      | 2024년 3월 2일   |
| 10화       | 인형 린다        | 2024년 3월 9일   |
| 10화       | 카멜레온 린다    | 2024년 3월 16일  |
| 11화       | 돼지 린다        | 2024년 3월 23일  |
| 11화       | 꿈나라 린다      | 2024년 3월 30일  |
| 12화       | 소방수 린다      | 2024년 4월 6일   |
| 12화       | 장난감 린다      | 2024년 4월 13일  |
| 최종화(13) | 우주 비행사 린다 | 2024년 4월 20일  |
| 최종화(13) | 강아지 린다      | 2024년 4월 27일  |

## 결방 및 편성안내
- 2024년 2월 10일: 설날특집 관계로 인해 결방했다.
- 2024년 2월 24일: 2024년 부산 세계탁구선수권대회 인해 결방했다.